# 勝田正之
勝田 正之（しょうだ まさゆき、1912年11月2日 - 1991年10月20日）は、日本の実業家である。東京府で生まれ、日本電子計算で社長を務めた。

## 略歴
- 1935年 東京帝国大学法学部政治学科卒業、日本銀行[1]入行。資金局資金課長、外国為替局で総務、業務、計理課長。
- 1952年8月から鹿児島支店長3年3か月[1]、前橋支店長[1]、検査役、札幌支店長[1]。
- 1960年9月 為替管理局長[1]。
- 1962年5月 文書局長[1]。
- 1964年7月 発券局長[1]。
- 1966年11月 退官、日本電子計算社長[1]。
- 1969年5月 日本証券金融監査役[1]。
- 日本情報センター協会副会長、日本電子計算会長。

## 親族
父の久貫（ひさつら）は陸軍大佐で、1982年3月13日に103歳で他界した。弟の恭行は、東大工学部機械工学科卒業後三菱商事で勤務し、安倍源基の三女と結婚した。
大蔵大臣勝田主計は、父の兄で伯父である。日本債券信用銀行頭取勝田龍夫は、主計の四男で正之の従兄である。テレビ朝日アナウンサー勝田和宏は、主計の曾孫で龍夫の甥である。
正之の配偶者寿々子は、三菱財閥岩崎弥太郎の三男である岩崎康弥と、慶應義塾医学所初代校長松山棟庵の四女である松山とし夫妻の四女である。正之と寿々子の婚姻で、勝田家は三菱の岩崎家と姻戚関係となる。地球科学者岩崎泰頴は寿々子の甥で、泰頴の妹と婚姻した地球科学者鎮西清高は、寿々子の義理の甥となる。市川毛織専務杉本甫は、寿々子の姉と婚姻する。
正之と寿々子夫妻は1男2女をもうけた。長男の勝田芳正は、慶應義塾大学法学部卒業後三菱重工業で相模原製作所、本社建機事業部、MCEC、本社化学プラント事業本部、のちに三菱専属保険代理店春秋社に勤務し、合気道6段で三菱合気道部副部長として三菱合気道部や養和会合気道スクールで指導員、旅雲の俳号で俳人として活動する。芳正は建設省水資源公団の阪西徳太郎の次女である紀久子、と婚姻して長男の康裕をもうけ、康裕は江理加と婚姻する。長女の勝田紫津子は児童文学者で、次女の由美子は清泉女子大学を卒業して日本語学校講師として勤務する。